# Thionia dryas
Thionia dryas är en insektsart som beskrevs av Ronald Gordon Fennah 1945. Thionia dryas ingår i släktet Thionia och familjen sköldstritar. Inga underarter finns listade i Catalogue of Life.